# Замок раковины

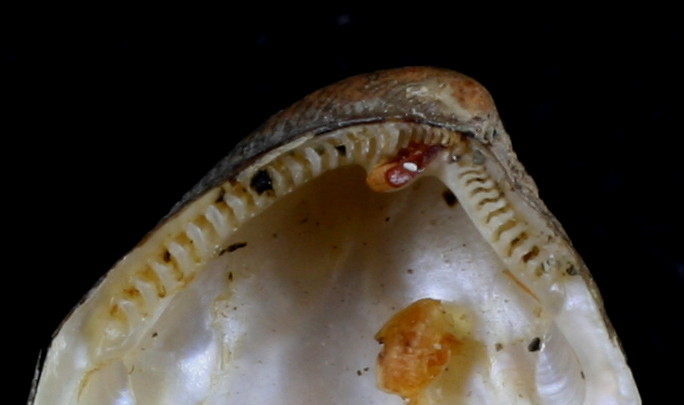
Типичный таксодонтный замок, семейство Nuculidae

Замок — аппарат для сцепления двух створок раковины у плеченогих (Brachiopoda) и у двустворчатых моллюсков (Bivalvia). Замок состоит из зубчиков на одной створке (брюшной у плеченогих и левой у двустворчатых) и углублений на другой, ей противоположной. Плеченогих, имеющих замок, некогда выделяли в класс замковых (Articulata), ныне расформированный.
Строение замка двустворчатых моллюсков является важным систематическим признаком. Различают несколько типов замка, из которых наиболее распространённые:
- таксодонтный, состоящий из большого количества равномерно расположенных по обе стороны от макушки зубов, как правило одинаковых. Подразделяется на первично и вторично таксодонтный;
- гетеродонтный, содержащий два типа зубов: обычно не более трёх кардинальных, расположенных под макушкой под углом к краю раковины, и до четырёх латеральных, расположенных по обе стороны от макушки приблизительно параллельно краю;
- десмодонтный, в котором зубы слабо развиты или отсутствуют, а вместо них имеется внутренняя связка, поддерживаемая лопатовидными или ложковидными выступами раковины (например, Mya);
- беззубый, когда зубов нет вовсе, и дизодонтный, когда вместо них имеются лишь небольшие выступы (например, Mytilus);
- схизодонтный, удлинённые зубы которого расходятся от макушки, причём на правой створке их два, а на левой три, и средний из них входит между зубами правой (семейства Unionidae и Trigoniidae).

В палеонтологии моллюски с таксодонтным замком известны с ордовика, с гетеродонтным — с силура, схизодонтным и десмодонтным — с карбона. Десмодонтный замок имелся у одного рода в раннем ордовике, но массово распространился лишь с перми.